# Faux pas
Faux pas (uttal: [foːˈpɑː], franskt uttal: [fo pɑ]) är ett pinsamt snedsteg i socialt sammanhang, vanligtvis ett generande eller ogenomtänkt övertramp av sociala normer eller etikettsbrott.
Uttrycket kommer från franska och betyder egentligen ’felsteg’ eller ’snubbling’, av faux ’falsk’ och pas ’steg’.